# Jakub Štěpánek
Jakub Štěpánek (* 20. Juni 1986 in Vsetín, Tschechoslowakei) ist ein tschechischer Eishockeytorwart, der seit Dezember 2019 beim HC Oceláři Třinec aus der tschechischen Extraliga unter Vertrag steht.

## Karriere

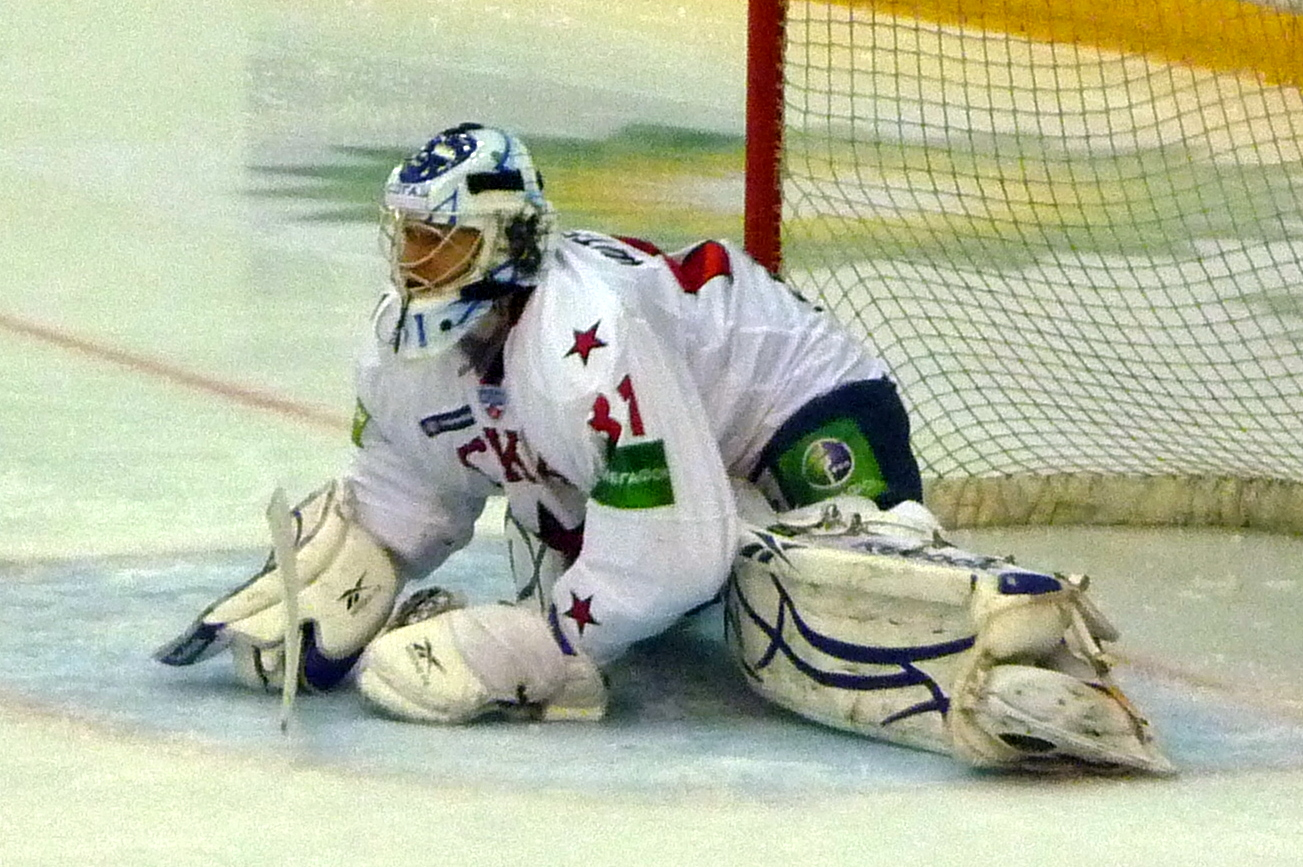
Jakub Štěpánek im Trikot von SKA Sankt Petersburg

Jakub Štěpánek begann seine Karriere als Eishockeyspieler in der Jugend des HC Vsetín, für den er bis 2001 in der U18-Extraliga aktiv war. Anschließend wechselte er zum HC Sareza Ostrava und spielte bis 2005 für dessen Juniorenteams. Am Ende der Spielzeit 2004/05 gab er sein Debüt für die Herrenmannschaft des gleichen Vereins in der 1. Liga. Zwei Jahre später wurde er das erste Mal in den Kader des Partnerklubs, des HC Vítkovice Steel, berufen und kam auf insgesamt fünf Einsätze in der höchsten tschechischen Spielklasse, der Extraliga. Auch in der folgenden Spielzeit spielte er meist bei Sareza, wurde aber auch über 230 Spielminuten in der Extraliga eingesetzt. 
Ab der Saison 2008/09 gehörte er fest zum Kader des HC Vítkovice Steel und konnte im Verlauf der Saison Marek Pinc als Stammtorhüter ablösen. Vor allem in den Playoffs überzeugte er mit einer guten Fangquote von 94,35 % und einem Gegentorschnitt von 1,85. Diese Leistungen brachten ihm die Auszeichnung Rookie des Jahres und die Berufung in die Nationalmannschaft ein.
Im Sommer 2010 wurde Štěpánek vom SKA Sankt Petersburg aus der Kontinentalen Hockey-Liga unter Vertrag genommen und war in den folgenden zwei Spielzeiten Stammtorhüter des Armeesportklubs. Im Oktober 2012 verpflichtete der SKA mit Sergei Bobrowski einen NHL-Torhüter, so dass Štěpánek nicht mehr zum Einsatz kam. Daher wechselte er Ende Oktober innerhalb der KHL zum HC Lev Prag. Aber auch beim HC Lev konnte sich Štěpánek nicht durchsetzen, so dass er im Mai 2013 einen Vertrag bei Sewerstal Tscherepowez unterschrieb.
Im Dezember 2015 wurde er bis Saisonende an den SC Bern ausgeliehen, nachdem Tscherepowez keine Chancen mehr auf das Erreichen der Play-offs hatte. Štěpánek wurde anschließend als Stammtorhüter eingesetzt und im April 2016 mit dem SC Bern Schweizer Meister.
Im Juli 2017 kehrte er in die KHL zurück, als er einen Vertrag beim HC Slovan Bratislava unterschrieb. Dort spielte er bis 2019, anschließend kehrte er zum HC Dynamo Pardubice zurück. Nach wenigen Monaten verließ er den Klub wieder und wurde im Dezember 2019 vom HC Oceláři Třinec verpflichtet. Bei diesem erhielt er in den folgenden Jahren jeweils Vertragsverlängerungen und war meist Stammtorhüter. Am Ende der Saison 2020/21 gewann er mit den Stahlstädtern die tschechische Meisterschaft.

### International
Ab 2003 gehörte Štěpánek dem erweiterten Kreis der tschechischen Juniorenauswahl an, kam aber bei keinem großen internationalen Turnier zum Einsatz. Erst 2009 wurde er für seine erste Weltmeisterschaft der Herren nominiert und bestritt das Auftaktspiel gegen Dänemark, wobei er einen Shutout erreichte.
Bei der  Weltmeisterschaft 2010 gewann er mit dem Nationalteam die Goldmedaille, 2011 und 2012 jeweils die Bronzemedaille.

## Erfolge und Auszeichnungen
- 2009 Rookie des Jahres der Extraliga
- 2010 Spengler-Cup-Gewinn mit dem SKA Sankt Petersburg
- 2011 KHL-Torwart des Monats September
- 2016 Schweizer Meister mit dem SC Bern
- 2021 Tschechischer Meister mit dem HC Oceláři Třinec

### International
- 2010 Goldmedaille bei der Weltmeisterschaft
- 2011 Bronzemedaille bei der Weltmeisterschaft
- 2012 Bronzemedaille bei der Weltmeisterschaft